# Königlich Bayerisches 3. Chevaulegers-Regiment „Herzog Karl Theodor“
Das 3. Chevaulegers-Regiment „Herzog Karl Theodor“ war ein Kavallerieverband der Bayerischen Armee. Der Friedensstandort des Regiments war Dieuze.

## Geschichte
Das Regiment wurde am 23. und 31. Januar 1724 aufgestellt. Seit 1895 war Herzog Carl Theodor in Bayern namensgebender Regimentsinhaber. Der Name wurde auch nach seinem Tod 1909 beibehalten.

### Verbleib
Nach dem Waffenstillstand von Compiègne und der Rückkehr in die Heimat wurde das Regiment demobilisiert und schließlich aufgelöst.
In die Tradition übernahm in der Reichswehr die 6. Eskadron des 17. (Bayerisches) Reiter-Regiments in Straubing, die in der Wehrmacht vom I. Bataillon des Panzer-Abwehr-Abteilung 38 in Schweinfurt, ab März 1938 in Wöllersdorf bei Wiener Neustadt fortgesetzt wurde.

## Kommandeure
| Vorname, Name                                            | Oberstkommandant, ab 1872 Kommandeur von bis |
| -------------------------------------------------------- | -------------------------------------------- |
| Karl Graf von Piosasque                                  | 1724 bis 19. Juni 1730                       |
| Karl de Valfleury                                        | 19. Juni 1730 bis 13. Oktober 1735           |
| Lothar Freiherr von Zievel                               | 13. Oktober 1735 bis 1. November 1738        |
| Egidius von Wachsenstein                                 | 1. November 1738 bis 1. August 1741          |
| Adelardo Graf von Alleardi                               | 1. August 1741 bis 5. Januar 1743            |
| Joseph Heinrich Freiherr von Pechmann                    | 5. Januar 1743 bis 16. Januar 1745           |
| Joseph von Poth                                          | 16. Januar 1745 bis 25. Oktober 1745         |
| Karl Graf von Minucci                                    | 25. Oktober 1745 bis 1. Oktober 1753         |
| Franz Graf von der Wahl                                  | 1. Oktober 1753 bis 12. Juni 1758            |
| Karl Engelbert Freiherr von Nagel                        | 12. Juni 1758 bis 24. Juli 1763              |
| Joseph Freiherr von Kilberg                              | 24. Juli 1763 bis 9. März 1767               |
| Ludwig Baron von Lützelburg                              | 9. März 1767 bis 26. Dezember 1773           |
| Joseph Graf von Fugger                                   | 26. Dezember 1773 bis 20. April 1792         |
| Vinzenz Nutius Graf von Minucci                          | 20. April 1792 bis 8. Mai 1793               |
| Peter Hermann                                            | 5. Mai 1793 bis 17. Dezember 1795            |
| Heinrich Ernst Graf von Leiningen                        | 17. Dezember 1795 bis 28. März 1799          |
| Benedikt von Hauer                                       | 14. Mai 1799 bis 2. März 1801                |
| Paul von Mezanelli                                       | 2. März 1801 bis 1. Oktober 1805             |
| Friedrich Anton Baron von Münster                        | 1. Oktober 1805 bis 7. Oktober 1805          |
| Karl Theodor Graf von Pappenheim                         | 7. Oktober 1805 bis 31. März 1807            |
| Maximilian Joseph Graf von Preysing                      | 31. März 1807 bis 27. Januar 1808            |
| Franz Valentin Ritter von Elbracht                       | 27. Januar 1808 bis 10. August 1813          |
| Joseph Niedermayer                                       | 10. August 1813 bis 19. März 1815            |
| Karl Rittmann                                            | 19. März 1815 bis 1. Juli 1822               |
| Georg Freiherr von Seckendorff                           | 1. Juli 1822 bis 1. Januar 1832              |
| Heinrich von der Mark                                    | 1. Januar 1832 bis 27. April 1841            |
| Christian Oertel                                         | 27. April 1841 bis 13. März 1847             |
| Gottfried Ritter von Münich                              | 7. April 1847 bis 5. Juni 1848               |
| Thaddeus Ritter von Binder                               | 21. August 1848 bis 18. September 1852       |
| August Friedel                                           | 18. September 1852 bis 8. Oktober 1852       |
| Friedrich Graf von Spreti                                | 8. Oktober 1852 bis 18. September 1857       |
| Ludwig Ritter von Jenisch                                | 18. September 1857 bis 7. Januar 1865        |
| Karl Anton Friedrich Haupt Graf von Pappenheim           | 7. Januar 1865 bis 23. April 1866            |
| August Freiherr von Leonrod                              | 23. April 1866 bis 20. Februar 1872          |
| Maximilian Joseph Alois Freiherr Besserer von Thalfingen | 20. Februar 1872 bis 28. Februar 1874        |
| Thomas Graf von Leiningen-Westerburg                     | 28. Februar 1874 bis 23. Januar 1877         |
| Heinrich von Nagel zu Aichberg                           | 23. Januar 1877 bis 24. Oktober 1884         |
| Richard Freiherr von Eyb                                 | 24. Oktober 1884 bis 1887                    |
| Albert Schmidt                                           | 1887 bis 1890                                |
| Ernst Beulwitz                                           | 1890 bis 1894                                |
| Eugen Graf von Geldern-Egmond                            | 1894 bis 7. Dezember 1895                    |
| Franz Freiherr von Tautphoeus                            | 7. Dezember 1895 – 24. Februar 1899          |
| Theodor Freiherr von Pfetten-Arnbach                     | 24. Februar 1899 bis 1903                    |
| Alexander von Grundherr zu Altenthann und Weyherhaus     | 1903 bis 26. März 1907                       |
| Theodor von Huber-Liebenau                               | 26. März 1907 bis 1909                       |
| Karl Gebhard                                             | 1909 bis 23. Oktober 1910                    |
| Major Ernst Wülfert                                      | 23. Oktober 1910 bis 1913                    |
| Major Maximilian Fels                                    | 1913 bis 22. Dezember 1916                   |
| Major Karl von Grundherr zu Altenthann und Weyherhaus    | 22. Dezember 1916 bis 15. April 1918         |
| Major Hans Graf von Podewils-Dürniz                      | 15. April bis 27. August 1918                |
| Major Hermann Denk                                       | 27. August 1918 bis Kriegsende               |

## Regimentsmusik
- Präsentiermarsch und Parademarsch im Schritt: Marsch von 1837 aus St. Petersburg
- Parademarsch im Trab: Polka aus „Die Abenteuer von Flick und Flock“ von Peter Ludwig Hertel
- Parademarsch im Galopp: „Fix und Fertig“ von Carl Ludwig Unrath